# جيسيكا ستيل
جيسيكا ستيل (بالإنجليزية: Jessica Steele)‏ (5 مايو 1946، ليمينغتون سبا في المملكة المتحدة)؛ كاتِبة وروائية بريطانية.